# 德拉語
德拉語（Dera 或 Dra），又被稱作芒瓜爾語（Mangguar）或康柏拉塔洛語（Kamberataro 或 Komberatoro），是巴布亞紐幾內亞賽納幾語言家族中的一個成員。

## 外部鏈結
- PARADISEC的檔案：關於安哥語的項目